# شیمون پیوتر وارشافسکی
شیمون پیوتر وارشافسکی (لهستانی: Szymon Piotr Warszawski؛ زادهٔ ۲۴ سپتامبر ۱۹۸۸) بازیگر اهل لهستان است.
از فیلم‌ها یا مجموعه‌های تلویزیونی که وی در آن‌ها نقش داشته‌است، می‌توان به کمیسر آلکس، بلفر، پدر متیو، فرصت دوباره، تشخیص، صد سال خاندان وینیخ، شش نفر، خیوکا، درهم‌شکستن محدودیت‌ها، من، اولگا هپناروا، عنکبوت سرخ و خدایان اشاره نمود.